# Likostinel
Licostinel (INN) (kodni naziv ACEA-1021) je kompetitivni, tihi antagonist glicinskog mesta NMDA receptora (Kb = 5 nM). Bio je pod istragom od strane Acea Pharmaceuticals kao neuroprotektivni agens za lečenje cerebralne ishemije povezane sa moždanim udarom i povredama glave, ali nikada nije plasiran na tržište. U kliničkim ispitivanjima, likostinel nije proizveo psihotomimetičke efekte slične fenciklidinu u testiranim dozama, iako je primećena prolazna sedacija, vrtoglavica i mučnina. Pored svog delovanja na NMDA receptor, likostinel takođe deluje kao antagonist AMPA i kainatnog receptora u visokim koncentracijama (Kb = 0.9 μM i 2,5 μM, respektivno).